# Beiersdorf, Görlitz
Beiersdorf är en kommun och ort i Landkreis Görlitz i förbundslandet Sachsen i Tyskland.
Kommunen ingår i förvaltningsområdet Oppach-Beiersdorf tillsammans med kommunen Oppach.